# Comuna Târlișua, Bistrița-Năsăud
Târlișua este o comună în județul Bistrița-Năsăud, Transilvania, România, formată din satele Agrieș, Agrieșel, Borleasa, Cireași, Lunca Sătească, Molișet, Oarzina, Răcăteșu, Șendroaia și Târlișua (reședința).

## Demografie
Componența etnică a comunei Târlișua
     Români (94,88%)
     Alte etnii (0,1%)
     Necunoscută (5,01%)
Componența confesională a comunei Târlișua
     Ortodocși (87,93%)
     Greco-catolici (4,81%)
     Penticostali (1,76%)
     Alte religii (0,31%)
     Necunoscută (5,19%)
Conform recensământului efectuat în 2021, populația comunei Târlișua se ridică la 2.892 de locuitori, în scădere față de recensământul anterior din 2011, când fuseseră înregistrați 3.113 locuitori. Majoritatea locuitorilor sunt români (94,88%), iar pentru 5,01% nu se cunoaște apartenența etnică. Din punct de vedere confesional, majoritatea locuitorilor sunt ortodocși (87,93%), cu minorități de greco-catolici (4,81%) și penticostali (1,76%), iar pentru 5,19% nu se cunoaște apartenența confesională.

## Politică și administrație
Comuna Târlișua este administrată de un primar și un consiliu local compus din 13 consilieri. Primarul, Vlăduț Axente Purja[*], de la Partidul Social Democrat, este în funcție din octombrie 2020. Începând cu alegerile locale din 2024, consiliul local are următoarea componență pe partide politice:
|  | Partid                    | Consilieri | Componența Consiliului | Componența Consiliului | Componența Consiliului | Componența Consiliului | Componența Consiliului | Componența Consiliului | Componența Consiliului | Componența Consiliului | Componența Consiliului |
|  | ------------------------- | ---------- | ---------------------- | ---------------------- | ---------------------- | ---------------------- | ---------------------- | ---------------------- | ---------------------- | ---------------------- | ---------------------- |
|  | Partidul Social Democrat  | 9          |                        |                        |                        |                        |                        |                        |                        |                        |                        |
|  | Partidul Național Liberal | 4          |                        |                        |                        |                        |                        |                        |                        |                        |                        |

## Atracții turistice
- Mănăstirea greco-catolică din satul Molișet
- Casa memorială Liviu Rebreanu din satul Târlișua
- Muzeul Parohial din satul Agrieș
- Izvorul de apă minerală "Borcuț"
- Trasee montane în Munții Țibleșului

## Personalități născute aici
- Liviu Rebreanu (1885 - 1944), prozator și dramaturg, membru titular al Academiei Române.